# Бојишта (Невесиње)
Бојишта су насељено мјесто у општини Невесиње, Република Српска, БиХ. Према попису становништва из 1991. у насељу је живјело 546 становника.

## Становништво
| Демографија | Демографија | Демографија |
| Година      | Становника  | Становника  |
| ----------- | ----------- | ----------- |
| 1961.       | 306         |             |
| 1971.       | 320         |             |
| 1981.       | 440         |             |
| 1991.       | 546         |             |